# Shriners Hospitals for Children Open
El Shriners Hospitals for Children Open es un torneo de golf perteneciente a la Serie de Otoño del circuito PGA Tour. Se realiza cada mes de octubre en Las Vegas, Nevada, y su anfitrión fue —desde el 2008 hasta el 2012— el cantante estadounidense Justin Timberlake.
El evento ha sido nombrado de varias maneras, las cuales se detallan en la sección de ganadores más abajo. En el 2009, el premio fue de USD $4.200.000, llevándose el primer lugar la cantidad de $756.000. En el año 2002, con un antiguo auspiciador, el premio fue de $5.000.000 ($900.000 para el triunfador), cifra que no ha vuelto a ser igualada.
La competencia fue creada en 1983 y, hasta el 2003, era jugada en cinco rondas sobre varios campos de golf. Tiger Woods ganó su primer PGA Tour en este torneo en 1996.